# 한주에이알티
한주에이알티(Hanjoo ART)는 대한민국의 기업이다. 본사는 서울특별시 강남구 언주로 702 13층(논현동,경남제약타워)에 위치해 있으며 대표이사는 윤정호이다.

 사명을 한주에이알티(한주ART)로 변경할 계획이며 최대주주인 경남제약은 알에프텍 외 2인과 주식양수도 계약을 체결했다.

## 상장
2002년 1월 코스닥 시장에 상장.

## 참고문헌
1. ↑  엔터파트너즈, 사업 다각화로 안정적 성장 기대, 뉴스핌, 2024년 4월 9일
2. ↑  엔터파트너즈, +6.12% 상승폭 확대, 조선비즈, 2024.05.10
3. ↑  이나영, 엔터파트너즈, 반도체·이차전지 등 첨단장비 제조업 진출...“5월 최대주주 및 사명 변경”, 이투데이, 2024-04-25